# 于诠
于诠（？—258年4月10日），或作于铨，中国三国时期吴国将领。

## 生平
太平二年（257年），魏征东大将军都督扬州诸葛诞起兵反抗权臣大将军司马昭，并求救于吴。吴权臣大将军孙綝派军三万前去接应，于诠在其中。三年（258年）二月，魏军破寿春，诸葛诞单马出逃被斩。于诠说：“大丈夫受命于其主，以兵救人，既不能取胜，又投降于敌，我不取。”于是脱下甲胄，冲阵而死。

## 演义
在罗贯中历史小说《三国演义》中，孙綝得知诸葛诞求救，遣于诠为合后，起兵七万，分三队而进。吴军初败退屯安丰，于诠对先锋将领朱异提出寿春南门未被围，请求率军入城助守，内外夹攻魏军，朱异同意，于是大将主将全怿、全端、向导文钦等和于诠领兵一万从南门入城。魏军因未得将令不敢轻敌，没有阻拦，只是报知司马昭，司马昭看出吴军用意，杀败朱异，孙綝处死朱异后自回建业。诸葛诞被斩后，魏先锋镇南将军王基引兵杀到寿春西门，正遇于诠，喝其早降。于诠说：“受命而出，为人救难，既不能救，又降他人，义所不为也！”掷盔于地，大呼：“人生在世，能死于战场，是幸事罢了！”急忙挥刀死战三十余合，人困马乏，为乱军所杀。后人有诗赞：“司马当年围寿春，降兵无数拜车尘。东吴虽有英雄士，谁及于诠肯杀身！”